# 담양 남산리 오층석탑
담양 남산리 오층석탑(潭陽 南山里 五層石塔)은 대한민국 전라남도 담양군 담양읍 남산리에 있는 고려시대의 오층석탑이다.

## 개요
총 높이 7m(1기)이며 보물 제506호이다. 담양읍에서 순창으로 향한 도로를 따라 1km쯤 올라가다 보면 평지가 전개되는데 광활한 지역에 경영된 가람(伽藍)으로 짐작된 가운데에 절터의 흔적은 찾아볼 길이 없고 다만 이 오층석탑만 남아있다.
탑의 형태는 1층 기단에 5층석탑으로 일반형과 약간 다른 양식을 보여주고 있다. 기단부 지대석은 1석으로 구성하였고 중석은 중앙에 탱주가 생략된 4개의 모서리 기둥이 배치되었는데 특히 기단부 높이가 다른 5층석탑에 비해 매우 낮게 조성되었음이 특이하다. 탑은 전체적으로 보아 기단부 중대석이 짧은데 비해 1층 옥신이 높아 고준한 감이 있으나 각부의 체감률이 적당하여 탑의 미를 잘 나타내고 있다. 조성연대는 고려 중기를 내려가지 않을 것으로 추정된다. 인근에 석당간(보물 제505호)이 있다.

## 같이 보기
- 담양 객사리 석당간 - 보물 제505호

## 사진

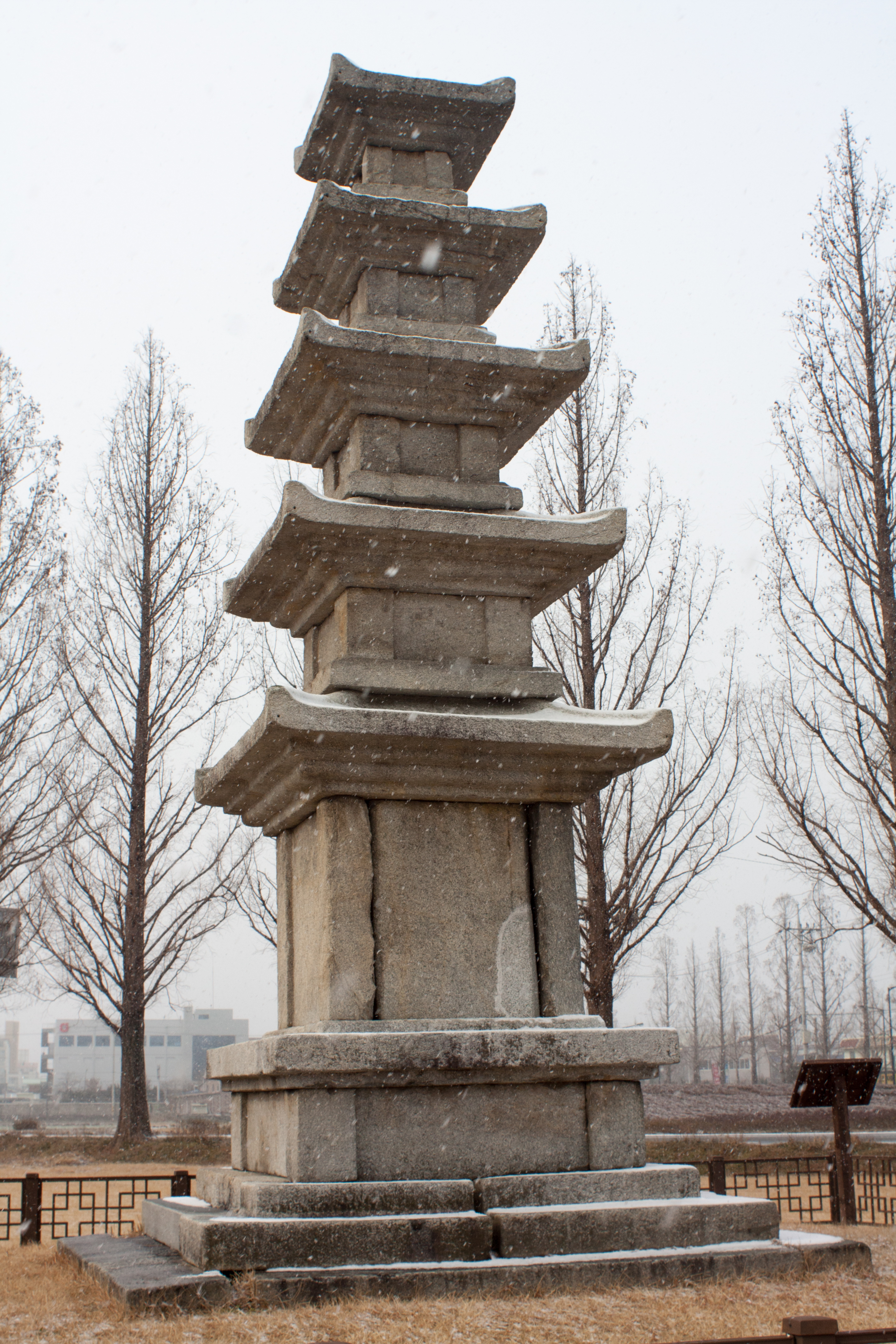

## 참고 문헌
- 담양 남산리 오층석탑 - 국가유산청 국가유산포털
- 이 문서에는 다음커뮤니케이션(현 카카오)에서 GFDL 또는 CC-SA 라이선스로 배포한 글로벌 세계대백과사전의 내용을 기초로 작성된 글이 포함되어 있습니다.